# Mikołaj Artymiak
Mikołaj Artymiak – rolnik, polski „Sprawiedliwy wśród Narodów Świata”.

## Życiorys
Podczas II wojny światowej wraz z żoną Heleną i córką Eugenią mieszkali we wsi Kukawka. Ukrywał w swoim gospodarstwie młodą Żydówke Dorę Libman, która była córką rabina z Włodawy. Trafiła pod jego opiekę latem 1942 r. gdy uciekła z transportu więźniów i wycieńczona błąkała się po okolicznych polach. Podczas pierwszego spotkania poodarował jej kawałek chleba. Następnie jego małżonka przygotowała dla niej kąpiel, dała ubranie i nakarmiła rosołem. Jak wspominali po latach: "Zośką ją nazwaliśmy. Dla zamaskowania". 
Mikołaj wraz z rodziną zorganizowali dla niej kryjówkę w swojej stodole w sianie. Oprócz niej, Mikołaj wraz z rodziną pomagał także w ukryciu Żyda o nazwisku Rab. Pod koniec wojny Artymiakowie postanowili dla bezpieczeństwa wykopać schron w lesie i przenieść tam swoich podopiecznych. Mikołaj uszykował właz przykrywany mchem i gałęziami, który się zasuwało po wejściu. Na dole znajdowały się snopki siana i coś do przykrycia. Opiekowała się nimi córka Mikołaja, Eugenia, nosząc im codziennie żywność i najpotrzebniejsze rzeczy. Pozwoliło to przetrwać okupację. Po zakończeniu wojny oboje ukrywani Żydzi wyemigrowali do Izraela.
6 sierpnia 1989 roku Instytut Jad Waszem uhonorował Mikołaja, Helenę Artymiaków oraz ich córkę Eugenie medalem „Sprawiedliwy wśród Narodów Świata”.